# Tunde Adebimpe
Tunde Adebimpe (25 de fevereiro de 1975) é um ator, diretor e músico americano de ascendência nigeriana. É mais conhecido por ser vocalista principal da banda de rock alternativo Tv On The Radio.